# Com'Back
《Com'Back》은 대한민국의 음악 그룹 젝스키스의 네 번째 정규앨범이자 마지막 앨범이다. 젝스키스는 1999년 9월에 앨범을 발표하고 음악 활동을 하면서 10월에는 MBC FM4U의 라디오 프로그램 《FM 플러스》의 DJ를 맡아 두 가지 활동을 병행했다. 그리고 다음 해인 2000년에 팀이 해체되었다.

## 평화친선 음악회
1999년 11월에는 북한에서 대규모 공연을 펼치는 방안이 추진되고 있으며 그 출연진 중에는 젝스키스가 포함되어 있다는 소문이 언론을 통해 드러났다. 그리고 얼마 후 평양에서의 공연이 확정됐다는 소식이 전해졌고, 12월 5일에 젝스키스는 '2000년 평화친선음악회' 참가를 위해 패티 김, 조용필, 김종환 등 동료 가수들, 미디어라인 소속인 젝스키스와 관련 없는 소속사 DSP의 핑클과 평양을 방문하여 무대에 올랐다. 멤버들은 공연 후 "평양에서 행동하거나 말하는 것이 생각보다 자유분방했다", "공연에서도 분위기는 다소 무거웠으나 노래를 부른 뒤 기립박수를 받을 때는 한없이 기뻤다", "만경대 등 북한 내 여러 곳을 관광하면서 감동을 받았다", "그러나 판문점을 들렀을 때는 바로 앞에 고국을 두고 중국을 거쳐 돌아가야 한다는 생각에 안타까웠다"는 소감을 밝히기도 했다.

## 젝스키스 해체
2000년 1월에 4집 활동을 끝낸 젝스키스는 4월 MBC 라디오 봄 개편으로 《FM 플러스》에서 하차했다. 그리고 한달 후인 5월 18일에 서울 삼성동 인터콘티넨탈 호텔 비바체 홀에서 기자회견을 갖고 "정상에 있을 때 아름답게 끝내자는 데뷔 때의 약속을 지키고 각자의 길을 걷기로 했다"는 내용을 밝히며 팀 해체를 전격 선언한다. 그리고 이틀 뒤인 20일 열린 드림콘서트가 그 들이 오른 마지막 무대가 되었다.

## 수록곡
| #            | 제목                           | 작사           | 작곡         | 편곡         | 재생 시간 |
| ------------ | ------------------------------ | -------------- | ------------ | ------------ | --------- |
| 1.           | 〈Com'Back〉                   | 김창환         | 천성일       | 김우진       | 3:52      |
| 2.           | 〈예감〉                       | 김창환         | 김창환       | 강원래       | 3:57      |
| 3.           | 〈Love Forever〉               | 홍종구         | 천성일       | 천성일       | 3:37      |
| 4.           | 〈비(悲)〉                     | 김창환         | 은지원       | 김우진       | 4:05      |
| 5.           | 〈Smile Again (Original)〉     | 홍종구         | 천성일       | 강원래       | 4:12      |
| 6.           | 〈Summer in Love〉             | 천성일         | 천성일       | 강원래       | 4:08      |
| 7.           | 〈A+〉                         | 김창환         | 김재덕       | 김우진       | 3:59      |
| 8.           | 〈뫼비우스의 띠 (Original)〉   | 김창환         | 김형석       | 김형석       | 3:23      |
| 9.           | 〈기억해줄래 (Remix)〉         | 김창환         | 김창환       | DJ 처리      | 4:13      |
| 10.          | 〈Rigoletto (여자의 마음)〉    | 이재진         | 이재진       | 김우진       | 4:00      |
| 11.          | 〈그녀가 남기고 간 선물〉      | 강성훈         | 강성훈       | 김우진       | 4:03      |
| 12.          | 〈Missing U〉                  | 김창환         | 장수원       | 김우진       | 4:16      |
| 13.          | 〈적(敵)〉                     | 김창환         | 고지용       | 김우진       | 3:34      |
| 14.          | 〈그대로 멈춰 (Feat. X-Teen)〉 | 김창환, X-Teen | 김창환       | 김우진       | 3:35      |
| 15.          | 〈Com' Back (Remix)〉          | 김창환         | 천성일       | 김우진       | 4:53      |
| 16.          | 〈Summer In Love (Remix)〉     | 김창환         | 천성일       | 천성일       | 4:17      |
| 17.          | 〈Smile Again (Remix)〉        | 홍종구         | 천성일       | 강원래       | 4:15      |
| 18.          | 〈뫼비우스의 띠 (Remix)〉      | 김창환         | 김형석       |              | 3:08      |
| 총 재생 시간 | 총 재생 시간                   | 총 재생 시간   | 총 재생 시간 | 총 재생 시간 | 1:08:46   |

## 참여
이 목록은 해당 앨범의 부클릿 〈staff〉목록에서 발췌하였다.
| 젝스키스 - 은지원 - 랩, 보컬, 프로듀서(4), 코러스(4), 나레이션(11) - 이재진 - 랩, 보컬, 코러스(4), 프로듀서(10) - 김재덕 - 랩, 코러스(4), 프로듀서(7) - 강성훈 - 메인 보컬, 코러스(4), 프로듀서(11) - 고지용 - 보컬, 코러스(4), 프로듀서(13) - 장수원 - 보컬, 코러스(4), 프로듀서(12) 세션 - 이근형 - 기타(1, 2, 4, 12, 13) - DJ 처리 - 리믹스(1, 5, 9, 15, 16) - 김효수 - 코러스(2) - Sam Lee - 기타(3, 8, 17) - 문지환, 김현아 - 코러스(3, 17, 12, 13) - DJ Mont, FREDDY - 코러스(3) - 장석현 - 리믹스(4, 8) - 노영민 - 리믹스(4) - 김형석 - 건반 악기(8, 11) - 노영주 - 코러스(8, 11) - 이지연 - 바이올린(10) - 홍수정 - 비올라(10) - 박소영 - 더블 베이스(10) - 안지현 - 첼로(10) - 황주희 - 피아노(10) | 스탭 - 김창환 - 미디어라인 프로듀서 - 변성복 - 프로듀서, 녹음(광화문 스튜디오), 믹싱(1, 3~7, 10, 12~14) - DJ 김창환(2, 9, 14), 천성일(1, 6), 김형석(8), 김우진(10, 12), 강원래, 홍종구, DJ 처리- 프로듀서 - DJ 최민기 - 리믹스 - 이진원(Bay Studio) - 녹음 보조(1, 6, 11, 14), 믹싱 - 한종진(Bay 스튜디오) - 믹싱(2) - 오재원 - 믹싱 보조(2) - 안정선(광화문 스튜디오) - 녹음 보조(3~5, 10, 12, 13) - 민광명(광화문 스튜디오) - 녹음 보조(7, 10, 14) - 성지훈 - 믹싱 - 심수형 - 디자인 - 정보윤, 오현미, 소문희, 유영미 - 코디네이터 - 서상환(소닉 코리아) - 마스터링 - 최효영, 백세준 - 마스터링 보조 - 김기영, 남택준, 황준철 - 매니지먼트 뮤직 비디오 - 심준보 - 프로듀서 - 진원석 - 디렉터 - 박선욱 - 사진 디렉터 - 최종화 - 보조 디렉터 - 강선미 - 프로덕션 매니저 - 허선미 - 스크립트 - 이일호 - 1st 카메라 보조 - 차익영 - 조명 - 김영찬 - 작가 - 김리용, 박용정 - 에디터 - 정보윤, 오현미, 소문희 - 헤어, 메이크 업, 스타일 - 정도안, 안영일 - 특수효과 - Visual Effect Editing-Mofac Studio - CG - 장성호 - 비주얼 효과 - 이주석, 김종수 - 3D 애니메이션 - 원일권 - 2D 제작 - 남윤호 - LG - 박형창 - 건국 여행사 - 최주열 - 범한 여행사 |